# Čadca
 Ovo je glavno značenje pojma Čadca. Za okrug pogledajte Okrug Čadca.
Čadca (njem. Tschadsa, mađ. Csaca) je grad u Žilinskom kraju u sjevernoj Slovačkoj u blizini granice s Poljskom i Češkom. Grad je upravno središte Okruga Čadca. 

## Zemljopis
Čadca je okružena planinama, a smještena je u dolini rijeke Kysuce, oko 30 km sjeverno od Žiline i dio je povijesnog regiji Kysuce. Klima u Čadci je kontinentalna s oštrijom crtom zbog znatne nadmorske visine i planinske okoline.

## Povijest
Grad je osnovan u 17. stoljeću, prvi pisani spomen naselja datira iz 1565. kao "Tzaczcka". Čadca se posebno razvila u 17. stoljeću, pa je 1778. godine dobila gradska prava. Krajem 1918. godine Čadca je postao dio novoosnovane Čehoslovačke. Za vrijeme komunizma grad je naglo industrijaliziran, pa je došlo do naglog povećanja stanovništva. Nakon osamostaljenja Slovačke grad je postao njeno značajno središte, ali je došlo i do problema vezanih za prestrukturiranje gospodarstva. 

## Stanovništvo
| Godina:     | 1993.  | 2003.   | 2013.   | 2023.   |
| ----------- | ------ | ------- | ------- | ------- |
| Broj ljudi: | 26 181 | 26 443  | 24 739  | 22 580  |
| Razlika:    |        | +1,00 % | -6,44 % | -8,72 % |

| Godina:     | 2022.  | 2023.   |
| ----------- | ------ | ------- |
| Broj ljudi: | 22 730 | 22 580  |
| Razlika:    |        | -0,65 % |

Po popisu stanovništva iz 2021. godine grad je imao 23.328 stanovnika. Prema etničkoj pripadnosti najviše je bilo Slovaka 91,6% i Čeha 0,7 %. Prema vjeroispovijesti najviše je rimokatolika 79,0 %, ateista je bilo 10,51 % a luterana 0,55 %. U okolici grada živi mala zajednica Slavena zvani Gorali.

## Vanjske poveznice
- Službena stranica grada
- Nogometni klub Čadca

### Ostali projekti
|  | Zajednički poslužitelj ima još gradiva o temi Čadca |